# Гнецюки
Гнецюки (пол. Gnieciuki) — село в Польщі, у гміні Заблудів Білостоцького повіту Підляського воєводства.
Населення — 65 осіб (2011).
У 1975-1998 роках село належало до Білостоцького воєводства.

## Демографія
Демографічна структура станом на 31 березня 2011 року:
|          | Загалом | Допрацездатний вік | Працездатний вік | Постпрацездатний вік |
| -------- | ------- | ------------------ | ---------------- | -------------------- |
| Чоловіки | 33      | 6                  | 21               | 6                    |
| Жінки    | 32      | 1                  | 18               | 13                   |
| Разом    | 65      | 7                  | 39               | 19                   |